# Explorer–1
Az Explorer–1, vagy hivatalos lajstromjele szerint a Satellite 1958 Alpha a világ harmadik, az Egyesült Államok első műholdja volt. Helyi idő szerint 1958. január 31-én startolt, mindössze 84 napos előkészületet követően, Cape Canaveralről. Felbocsátását sokkal inkább politikai kényszer szülte, mintsem a tudományos felfedezés, a Van Allen sugárzási öv létének mérésekkel történő igazolását mégis neki köszönhetjük. A sikert követően a NASA átvette a hadseregtől a programot és Explorer-program név alatt fogta össze, különböző kutatószondái felbocsátására.

## Története
A Szputnyik–1 nagy vereséget mért az Egyesült Államokra, a közvéleményben kis híján Szputnyik-válság tört ki, és visszavágást követelt az elnöktől. Az amerikai oldalon volt már kiválasztott űrprogram, a Vanguard-program, ám az lassan haladt – és röviddel később katasztrofális kudarcot vallott –, Eisenhower elnök ezért megbízta a Wernher von Braun vezette ABMA-t, hogy a lehető leggyorsabban bocsássanak fel egy tárgyat. Az ABMA már 1955-ben alternatív javaslattal élt egy objektum űrbe juttatása céljából, ám akkor elvetették nagyon erős katonai kötődése miatt, annak ellenére, hogy gyorsabb eredményt ígért.
Von Braun a meglévő Jupiter ICBM feljavításába kezdett bele Juno I néven. A fejlesztés közben előbb sikerrel pályára állt a szovjet Szputnyik–2, majd startbalesetben elpusztult a Vanguard–1. Mindössze 84 napi munka után 1958. január 31-én a hordozórakéta Föld körüli pályára állította az USA első műholdját.

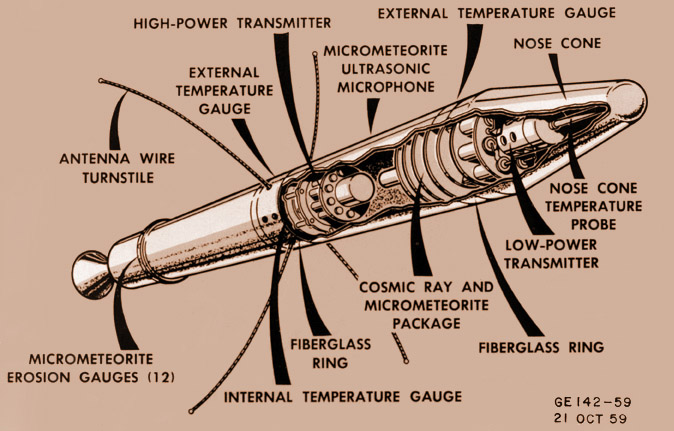
Az Explorer–1 röntgenrajza

## A műhold
A műholdat a pasadenai Jet Propulsion Laboratory (JPL), a California Institute of Technology űrkutatási laboratóriuma készítette. A közel 14 kg-os, hengeres szerkezet műszereket is vitt magával – összesen 8,3 kg-nyit, elsősorban a Földet övező sugárzás mérésére. Ez utóbbiakat dr. James Van Allen készítette a küldetés számára. Az egész szonda építési alapkoncepciója az egyszerűség volt, mivel a nagyon korlátozott hely és tömeg csak ezt tette lehetővé.
Kialakítását tekintve a szonda és a negyedik rakétafokozat egy egységet képzett. A pályán a szondát pörgéssel stabilizálták, hossztengelye mentén 750/perc fordulatot tett meg. Az energiaellátást nikkel-kadmium akkumulátorokkal oldották meg, amely a szonda tömegének 40%-át tette ki.
A szonda főműszere egy Geiger–Müller-számláló volt, mely a kozmikus sugárzást volt hivatott mérni. A műszerek között a kozmikus sugárzás detektoron kívül egy belső hőmérséklet-érzékelő, két külső hőmérséklet-érzékelő, egy orrkúp-hőmérő, egy mikrometeorit-becsapódás-érzékelő mikrofon és egy mikrometeorit-eróziómérő volt. Ezek adatait két csatornán sugározták a Földre, egy 60 mW teljesítményű, 108,03 MHz frekvencián sugárzó, és egy 10 mW teljesítményű, 108,00 MHz-en sugárzó adón keresztül. Az antennák is két szekcióban kerültek felszerelésre: az egyik egy üvegszálas belső rúdantenna volt, míg a másik egy négy rúdból álló kereszt-antenna volt, melyet a forgás centrifugális ereje feszített ki.

## A küldetés
Elsődleges célja természetesen az Egyesült Államok részéről egy űreszköz bármi áron történő felbocsátása volt, bemutatva a világnak (és a megrémült amerikai közvéleménynek) a képességet. A sikerrel az Egyesült Államok egyben elfogadta a politikai nyelven íródott kihívást és elkezdődött az űrverseny.
Tudományos oldalról műszerek felvitelét tűzték ki célul (a Szputnyik–1 nem vitt magával mérőeszközt) és ezekkel méréseket terveztek végezni. Elsődleges cél a kozmikus sugárzás mérése volt, és lehetőleg a dr. James Van Allen által megjósolt, a Földet övező sugárzási öv jelenlétének kimutatása.
A műhold helyi idő szerint (EST 22:48) 1958. január 31-én startolt – világidő szerint ez 1958. február 1. volt (UTC 3:48) – 33°-os pályahajlású pályán, amely így nem érintette a Szovjetunió területét. A mérések 111 napon át tartottak, az akkumulátor lemerüléséig.
Az utolsó adatokat 1958. május 23-án sugározta a műhold, míg keringése egészen 1970. március 31-éig tartott, ekkor a Csendes-óceán felett belépett a légkörbe és elégett.

## A hordozóeszköz
A Juno I jelű rakéta a német V–2 ballisztikus rakéta egyenes ági leszármazottja volt. A rakétát először a Project Orbiter tervhez ajánlotta a hadsereg űreszköz-hordozóként, Wernher von Braun tervei alapján. A német rakétamérnök és csapata a három fokozatú Jupiter–C interkontinentális ballisztikus rakétára egy negyedik végfokozatot javasolt építeni, amellyel elérhető volt az orbitális pálya. A tervet 1955-ben törölték is, a Vanguard-programnak adva zöld utat. A politikai válsághelyzet miatt elővették a programot és von Braunt a lehető leggyorsabb megoldásra kérték fel. A sikert 84 nap alatt sikerült elérni.

## Tudományos eredmények
A műhold méréseinek legfontosabb tudományos eredménye a Földet övező Van Allen-öv felfedezése volt. A műhold sugárzásmérője 2000 km feletti magasságokban és távol az Egyenlítőtől alacsony beütés-számot rögzített, míg 500 km alatt, Dél-Amerika fölött 30 beütést. A tudósok ebből arra következtettek, hogy a Föld mágneses mezeje csapdába ejti a töltött részecskéket, és az Egyenlítő fölött ezekből egy sugárzási öv jön létre.

## Külső hivatkozások
- Mező Ferenc – Végszó a kezdetekről
- Múltkor – Űrkutatás: a bölcsőn túli élet

| Elődje: (nincs) | Explorer-program 1958 | Utódja: Explorer–2 |